# Castianeira walsinghami
Castianeira walsinghami là một loài nhện trong họ Corinnidae.
Loài này thuộc chi Castianeira. Castianeira walsinghami được Octavius Pickard-Cambridge miêu tả năm 1874.